# Чаробни принц
Чаробни принц (енгл. Charming) је канадско-амерички рачунарски-анимирани мјузикл-хумористички филм из 2018. писца и редитеља Роса Венокура. Гласовне позајмљују Деми Ловато, Вилмер Валдерама, Сија, G.E.M., Ешли Тисдејл и Аврил Лавињ.
Филм је објављен у биоскопима 31. маја 2018. у Србији, дистрибутера Blitz Film. Синхронизацију је радио студио Bassivity Digital.

## Радња
Сви знамо како завршавају класичне бајке. Пепељуга се удаје за принца на белом коњу, Снежана  такође, а Успавана Лепотица се удаје за... исто принца на белом коњу. А како завршава нова анимација продуцената Шрека сазнајте сами.
Као беба, Чаробни принц је благословен неодољивим шармом због којег се на њега све жене лепе као магнет. Свака жена коју упозна се заљубљује у њега. Након што се нађе верен с три девојке, принц уз помоћ странца одлучи да крене у потрагу за правом љубави. Међутим, странац Лену крије велику тајну.

## Улоге
| Лик                 | Оригинални глас  | Српски глас      |
| ------------------- | ---------------- | ---------------- |
| Ленор Квинонез      | Деми Ловато      | Јелена Тркуља    |
| принц Филип Чаробни | Вилмер Вилдерама | Петар Стругар    |
| Снежана             | Аврил Лавињ      | Ива Стефановић   |
| Пепељуга            | Ешли Тисдејл     | Јелена Јовичић   |
| Пепељуга #2         | Кејша Кол        |                  |
| Успавана лепотица   |                  | Сара Јо          |
| Немени Невервиш     | Нија Вардалос    | Душица Новаковић |
| Чаробни краљ        | Џим Камингс      |                  |
| сликар              | Крис Харисон     |                  |
| вилинска кума       | Џон Клиз         | Зоран Цвијановић |
| вила дарова         | Том Кени         |                  |
| Матилија DJ           | Стив Аоки        |                  |
| посластичарка       | Ајеша Кари       |                  |